# Waśkowo (przystanek kolejowy)
Waśkowo (ros. Васьково) – przystanek kolejowy w miejscowości Waśkowo, w rejonie poczinkowskim, w obwodzie smoleńskim, w Rosji. Położony jest na linii Briańsk – Smoleńsk.

## Historia
Stacja kolejowa powstała w czasach carskich na drodze żelaznej orłowsko-witebskiej, pomiędzy stacjami Stodoliszcze i Engielgardtowskaja. Brak danych o czasie przekształcenia jej w przystanek.